# Stare Miasto (gmina)
Stare Miasto – gmina wiejska w województwie wielkopolskim, w powiecie konińskim. W latach 1975–1998 gmina położona była w województwie konińskim.
Siedziba gminy to Stare Miasto.
Według danych z 31 grudnia 2017 roku, gminę zamieszkiwały 11 968 osoby. Natomiast według danych z 31 grudnia 2019 roku gminę zamieszkiwało 12 436 osób.

## Struktura powierzchni
Według danych z roku 2002 gmina Stare Miasto ma obszar 97,82 km², w tym:
- użytki rolne: 77%
- użytki leśne: 14%

Gmina stanowi 6,2% powierzchni powiatu.

## Demografia

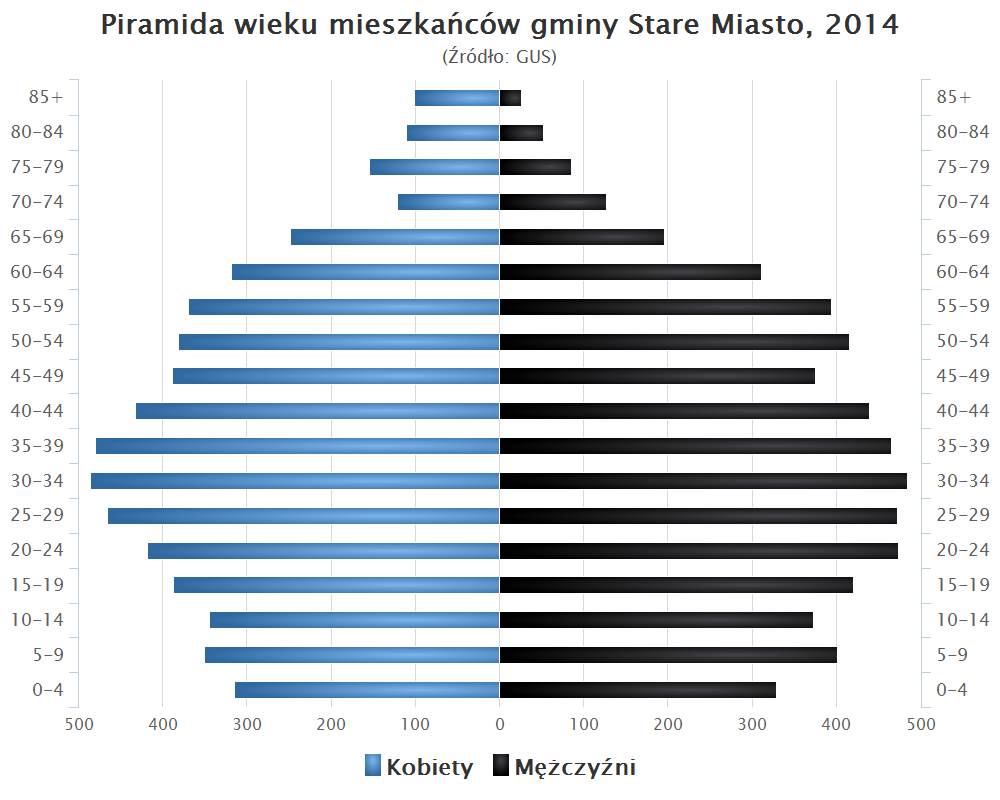
Piramida wieku mieszkańców gminy Stare Miasto w 2014 roku

Dane z 30 czerwca 2004:
| Opis                              | Ogółem | Ogółem | Kobiety | Kobiety | Mężczyźni | Mężczyźni |
| --------------------------------- | ------ | ------ | ------- | ------- | --------- | --------- |
| jednostka                         | osób   | %      | osób    | %       | osób      | %         |
| populacja                         | 10 073 | 100    | 5025    | 49,9    | 5048      | 50,1      |
| gęstość zaludnienia (mieszk./km²) | 103    | 103    | 51,4    | 51,4    | 51,6      | 51,6      |

## Oświata
- Szkoła Filialna w Główiewie,
- Szkoła Podstawowa w Krągoli,
- Szkoła Podstawowa w Barczygłowie,
- Szkoła Podstawowa w Ruminie,
- Szkoła Podstawowa w Żdżarach,
- Szkoła Filialna w Kazimierowie,
- Szkoła Podstawowa w Liścu Wielkim,
- Szkoła Podstawowa w Modle Królewskiej,
- Szkoła Podstawowa w Starym Mieście,
- Szkoła Podstawowa w Żychlinie[5]

## Ochotnicza Straż Pożarna
- OSP Stare Miasto[6],
- OSP Modła Królewska,
- OSP Główiew,
- OSP Krągola,
- OSP Karsy,
- OSP Żdżary,
- OSP Rumin,
- OSP Żychlin,
- OSP Barczygłów,
- OSP Janowice,
- OSP Kaźmierów[7]
- OSP Lisiec Wielki

## Koło Gospodyń Wiejskich
- Koło Gospodyń Wiejskich w Główiewie,
- Koło Gospodyń Wiejskich wsi Janowice,
- Koło Gospodyń Wiejskich Lisiec Wielki,
- Koło Gospodyń Wiejskich Sołectwo Modła Królewska,
- Koło Gospodyń Wiejskich w Starym Mieście nad Pową,
- Koło Gospodyń Wiejskich w Barczygłowie,
- Koło Gospodyń Wiejskich w Żychlinie,
- Koło Gospodyń Wiejskich Lisiec Mały,
- Koło Gospodyń Wiejskich w Ruminie[8]

## Sołectwa
Barczygłów, Bicz, Główiew, Janowice, Karsy, Kazimierów, Krągola, Krągola Pierwsza, Lisiec Mały, Lisiec Wielki, Modła Królewska, Rumin, Stare Miasto, Trójka, Żdżary, Żychlin.

## Pozostałe miejscowości
Bicz-Ostatki, Kruszyna, Lisiec Nowy, Modła Księża, Modła-Kolonia, Niklas, Nowiny, Posada, Posoka, Przysieka, Tomaszew, Zgoda, Żdżary-Kolonia.

## Sąsiednie gminy
Golina, Konin, Krzymów, Rychwał, Rzgów, Tuliszków

## Miasta partnerskie
- Mittenwalde  Niemcy
- Komsomolskie  Ukraina